# Famille Visart de Bocarmé
La famille Visart de Bocarmé est une famille subsistante de la noblesse belge, originaire de Tournai, dans la province de Hainaut, en Belgique.

## Origine
Le plus ancien ancêtre connu de cette famille est Michel Visart, marchand de bas, mort en 1621, qui épousa à Tournai, le 4 novembre 1601, Anne Cachoire.

## Filiation
- Marie Dieudonné Gustave Visart de Bocarmé (1751-1841), seigneur de Bury et de Bocarmé, x Marie-Claire du Chasteler (1753-1820)
  - Eugène-Gustave Visart de Bocarmé (1773-1799), militaire dans l'armée Française, mort à la guerre.
  - François-Edouard Visart de Bocarmé (1774-1808), lieutenant-colonel dans l'armée espagnole, mort à la guerre
  - François-Hyppolite Visart de Bocarmé (1775-1799), capitaine dans l'armée autrichienne, mort à la guerre
  - Julien Visart de Bocarmé (1787-1851), gouverneur-adjoint de l'île de Java, x Ida du Chasteler (1797-1873)
    - Hippolyte Visart de Bocarmé (1818-1851) (guillotiné après avoir empoisonné son beau-frère), x Lydie Fougnies (°1818)
      - Mathilde Visart de Bocarmé (1848-1914), supérieure des Dames de la Visitation

  - Ferdinand Visart de Bocarmé (1788-1886), député, bourgmestre de Bury, x Marie de Moucheron (1803-1879)
  - Marie Jean Visart de Bocarmé (1794-1855), bourgmestre de Sainte-Croix, x Marie-Thérèse de Man (1802-1883)
    - Gustave-Amedée Visart de Bocarmé (1830-1894), bourgmestre de Sainte-Croix, x Isabelle van Zuylen van Nyevelt van de Haar ((1845-1876)
    - Emile Visart de Bocarmé (1833-1919), conseiller communal de Loppem, conseiller provincial et député permanent pour la Flandre-Occidentale, bourgmestre de Temploux, conseiller provincial pour la province de Namur, x Hidulphine Visart de Bocarmé (1835-1924)
      - Ferdinand Visart de Bocarmé (1859-1952), bourgmestre d'Émines,  x Jeanne Bequet (1864-1959)
        - Philippe Visart de Bocarmé (1891-1986) x Paule de Hemricourt (1896-1974) dont entre-autres
          - Émile Visart de Bocarmé (°1920-1976), bourgmestre de Clermont-sous-Huy x Lucienne Boucquéau (°1925-1983)
            - Michel Visart de Bocarmé, comte et actuel chef de famille, journaliste économique de la RTBF, (° 1954) x Brigitte de Geradon (° 1954). La plus jeune de leurs trois filles, Lauriane (1987-2016), est assassinée lors des attentats du métro du 22 mars 2016[3],[4].

          - Alain Visart de Bocarmé (1923-    ) x Solange de Halloy de Waulsort (1926-2024)
            - Cédric Visart de Bocarmé (°1953), procureur général, x Anne Lambert (1954-2013)

    - Ernest Visart de Bocarmé (1834-1917), conseiller provincial pour la Flandre Occidentale x Louise Cuypers (1840-1929)
      - Adrienne Visart de Bocarmé (1878-1926), échevin de Sainte-Croix x Ulrik de Pierpont (1877-1916)
        - Didier de Pierpont, (1911-2002), bourgmestre de Sainte-Croix x Françoise Lefebvre (1926–2011).

    - Amédée Visart de Bocarmé (1835-1924), député, bourgmestre de Bruges, x Émilie Faignaert (1838-1875), xx Nathalie van den Steen de Jehay (1852-1919)[5]. Président du Conseil supérieur des forêts, il décide de créer avec d'autres forestiers la Société Centrale Forestière.  Il rédige en collaboration avec Charles Bommer son Rapport sur l'introduction des essences exotiques en Belgique.  
      - Étienne Visart de Bocarmé (1865-1951), président des installations maritimes de Bruges-Zeebruges, x Jeanne de Steenhault de Waerbeeck (1872-1947)
      - Albert Visart de Bocarmé (1868-1947), bourgmestre de Uitbergen, numismate, héraldiste, x Marie-Thérèse d'Oultremont de Wégimont et de Warfusée (1874-1950)

    - Léon Visart de Bocarmé (1837-1900), député, échevin d'Alveringem,  x Henrica Storm (1842-1925)

  - Gustave Visart de Bocarmé (1796-1846), membre du Congrès national, bourgmestre de Thieu, x Isabelle Fontaine de Joncquoy (1800-1868)

- Thierry Visart de Bocarmé, professeur de chimie à la Faculté des Sciences et à la Solvay Brussels School of Economics and Management de l'Université Libre de Bruxelles

## Titre
- Louis-François Visart reçut le 5 septembre 1753 concession du titre de comte de Bury et de Bocarmé de l'impératrice Marie-Thérèse d'Autriche[6]. Il était capitaine au régiment de Prié, commandé par le colonel Jean-Antoine Turinetti de Pancalier (fils aîné d'Hercule-Louis Turinetti, marquis de Prié et gouverneur des Pays-Bas autrichiens), et futur marquis de Prié et de Pancalier (voir Pancalieri), au service de Sa Majesté Impériale et Royale[7].

- 1753 : concession du titre de comte.
- 1822 : reconnaissance de noblesse et du titre de comte transmissible par ordre de primogéniture masculine.
- 1886 : concession du titre de comte transmissible par ordre de primogéniture masculine.
- 1888 : concession du titre de comte transmissible par ordre de primogéniture masculine.

## Armoiries
- D'azur au chevron d'or accompagné de trois têtes de biches d'argent

Cimier : à treize perles dont trois relevées

Supports : deux lévriers regardant d'argent, colletés et bouclés de gueules, tenant chacun une bannière, celle à dextre aux armes de l'écu, celle à senestre : de gueules à trois pals d'argent chargés chacun de trois pièces de vair d'azur ; au chef d'or ; qui est de Blois d'Arondeau.